# Tarso Tôh
Das Vulkanfeld Tarso Tôh liegt im Norden der Republik Tschad, im Nordwesten des Tibesti-Gebirges auf einer Höhe von 2000 Metern.

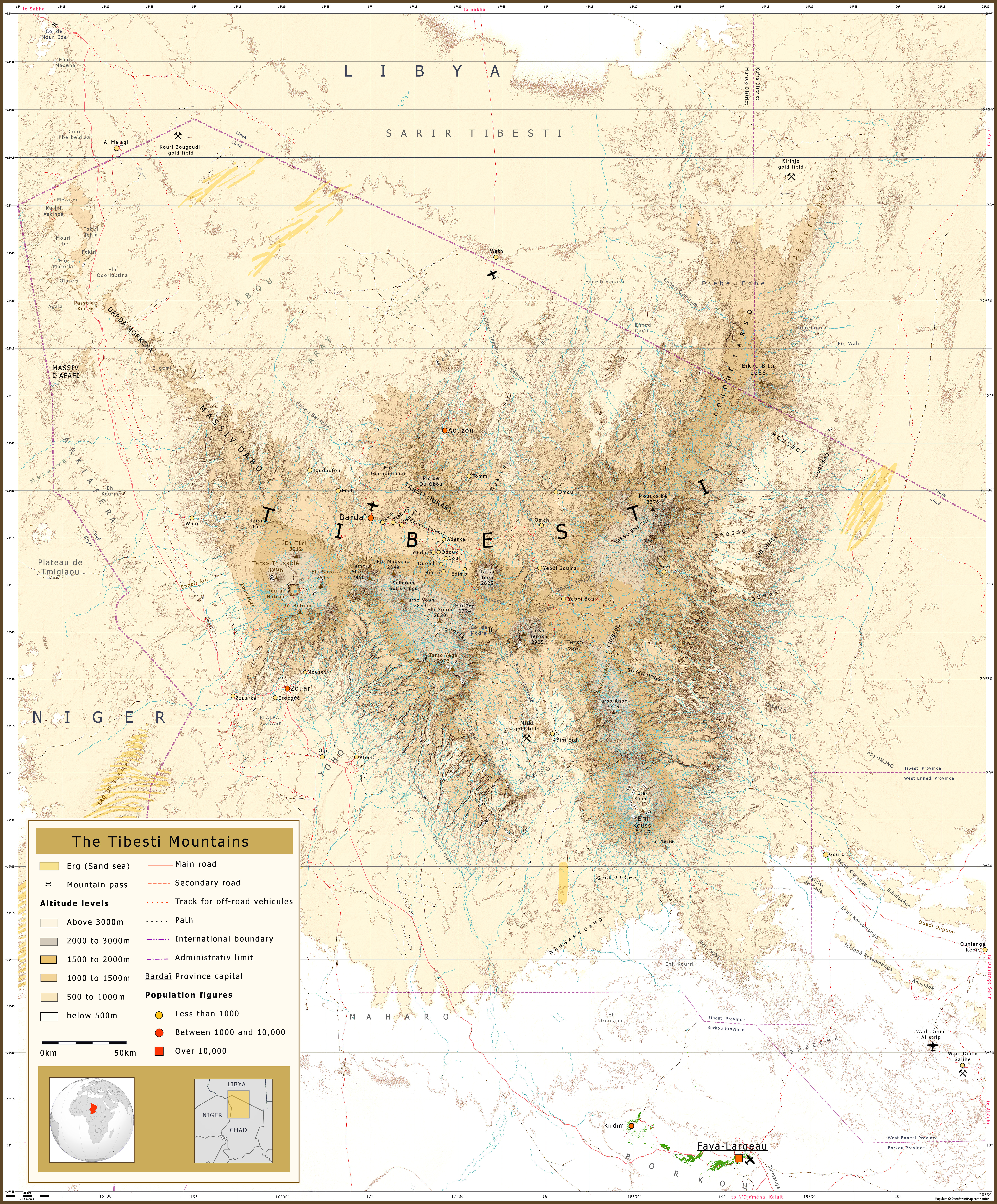
Topographic map of the Tibesti mountains. Tarso Tôh can be found on the map at the first T of Tibesti

Das Vulkanfeld entstand an der Grenze des Pleistozän zum Holozän und umfasst 150 Schlackenkegel und 2 Maare. Es wird als aktiv bezeichnet, da Untersuchungen der Sedimente im Begour-Maar ein Alter von 8300 ± 300 Jahren ergeben haben. Die ausgetretenen Basaltströme des Tarso-Tôh-Vulkanfeldes bedecken ein Gebiet von 80 km in West-Ost-Richtung und 20–30 km in Nord-Süd-Richtung nördlich des Tarso Toussidé, überfluteten Ebenen und füllten Gebirgstäler auf. Die Gebirgsbasis unter diesen Basalten besteht im Westteil aus präkambrischen Schiefern und im Ostteil aus Sandsteinen aus dem Erdalter des Paläozoikum.

## Quelle
- Tarso Tôh im Global Volcanism Program der Smithsonian Institution (englisch)